# Milichus dudleyorum
Milichus dudleyorum là một loài bọ cánh cứng trong họ Bọ hung (Scarabaeidae).